# Gond-Pontouvre
Gond-Pontouvre é uma comuna francesa na região administrativa da Nova Aquitânia, no departamento de Charente. Estende-se por uma área de 7,45 km². Em 2010 a comuna tinha 6 171 habitantes (densidade: 828,3 hab./km²).